# Ścinawa
Ścinawa [ɕt͡ɕi’nava] (deutsch Steinau an der Oder) ist eine Kleinstadt in der Stadt- und Landgemeinde Ścinawa im Powiat Lubiński der Woiwodschaft Niederschlesien in Polen.

## Geografie

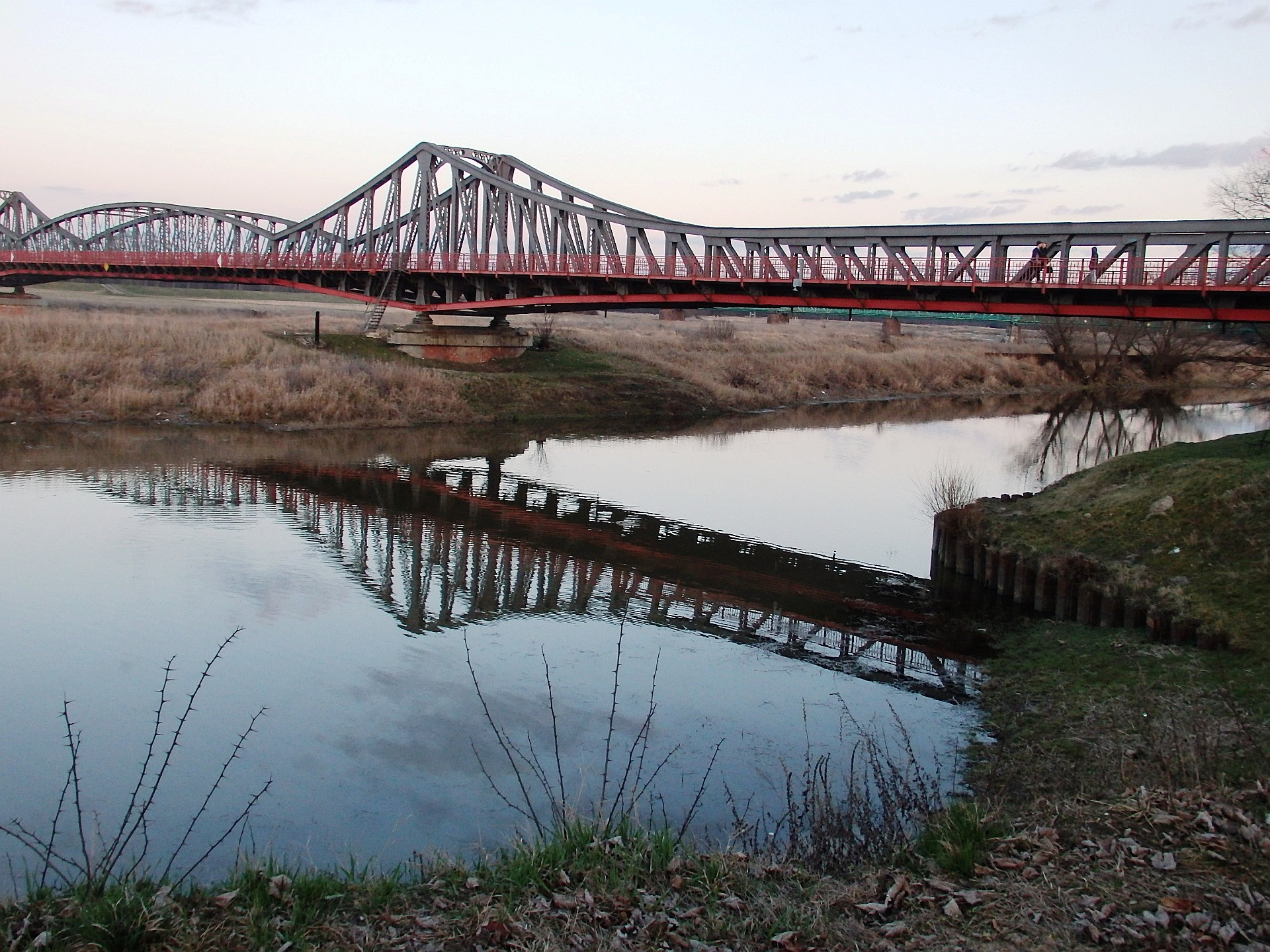
Neue Oderbrücke

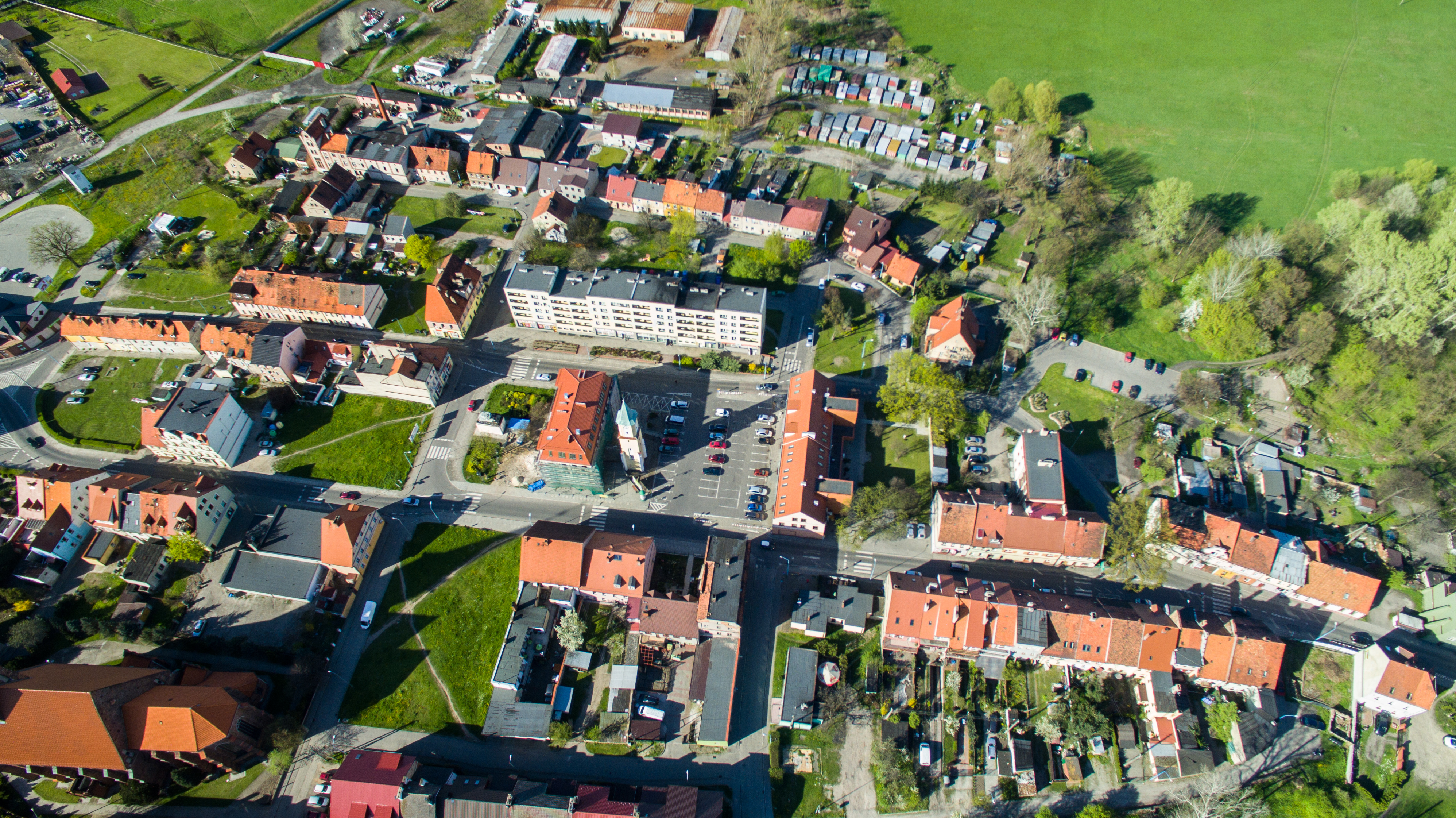
Altstadtbereich aus der Vogelperspektive

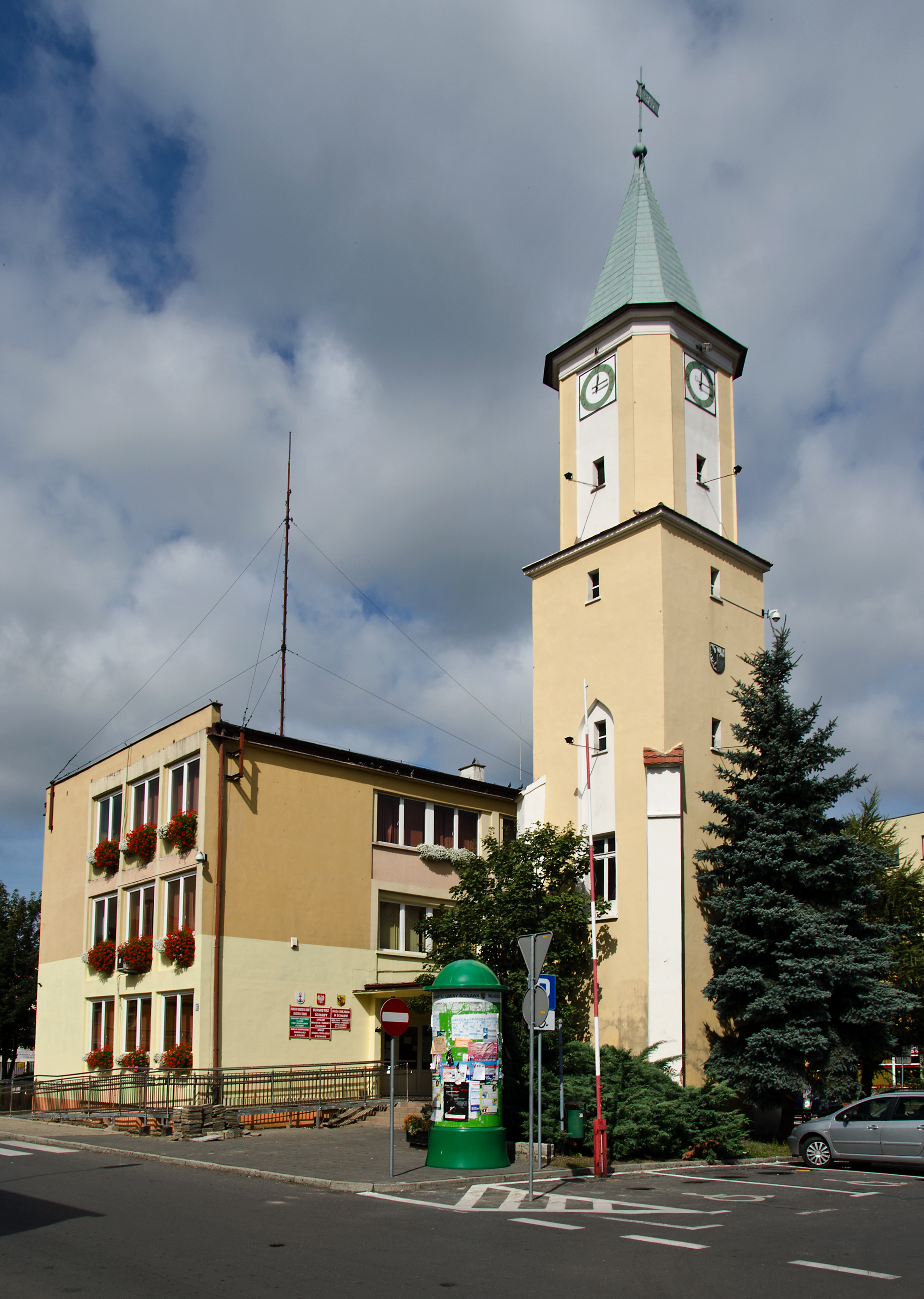
Rathaus mit historischem Glockenturm

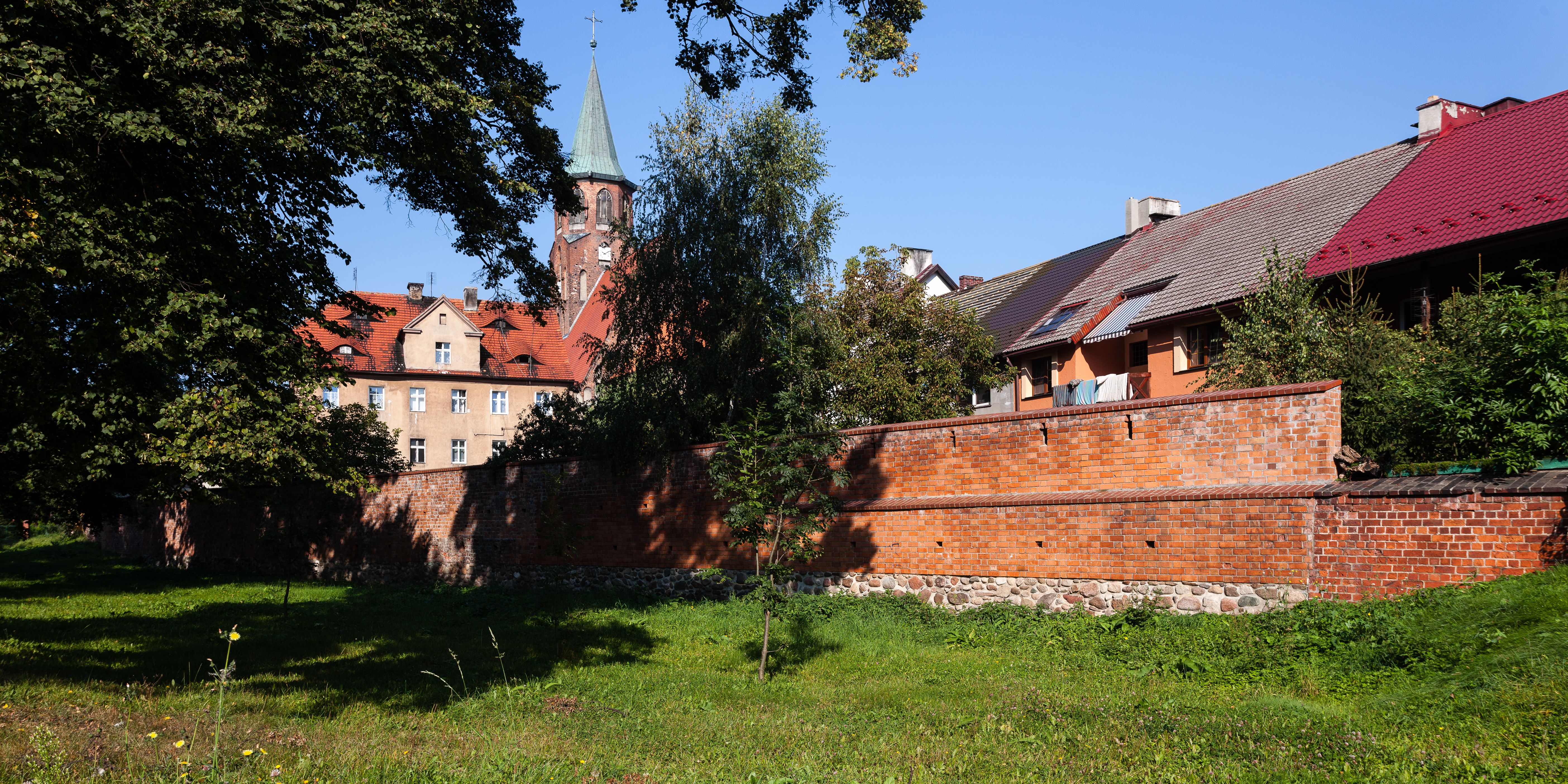
Ortsansicht mit einem Fragment der alten Stadtmauer

Ścinawa liegt am linken Ufer der Oder an der Mündung des Flusses Zimnica (Kalter Bach), 35 Kilometer nordöstlich von Legnica (Liegnitz) und 16 km nordwestlich von Wołów (Wohlau).
Die Niederung, durch die die Oder von Lubiąż (Leubus) 30 Kilometer lang in Richtung Norden fließt, wird als „Steinauer Oderdurchbruchstal“ (polnisch Obniżenie Ścinawskie) bezeichnet. Die Stadt wird im Osten vom Odertal und im Süden von der Żimnica begrenzt. Sie nimmt eine Fläche von 13,5 km² ein, die Fläche der Gemeinde beträgt 151 km².
Durch den Bau der Eisenbahn Liegnitz–Rawitsch erhielt die Stadt um 1900 eine Verkehrsanbindung. Sie wurde durch eine neue Oderbrücke, den Bau eines längeren Hafenbeckens und Gleisanschlüsse zu den Industriebetrieben weiter verbessert.

## Geschichte
In der Nähe des wichtigen Oderübergangs und am Schnittpunkt zweier wichtiger Handelswege entstand schon früh eine Siedlung. Sie wurde in einer Urkunde des Papstes Innozenz III. vom 22. November 1202 als „Stinav“ im Zusammenhang mit den Zehntzahlungen an das Zisterzienserinnenkloster Trebnitz erstmals erwähnt. Für das Jahr 1248 ist ein Pfarrer von „Stinaw“ belegt und für das Jahr 1259 ein Vogt von „Stinavia“. Eine herzogliche Burg am Oderübergang ist für das Jahr 1251 nachgewiesen, in deren Nähe sich auch die ältere slawische Siedlung befand. Unweit davon wurde Mitte des 13. Jahrhunderts die Stadt Steinau, die damals zum Herzogtum Glogau gehörte, von Herzog Konrad II. gegründet und nach Neumarkter Recht ausgesetzt.
Im Jahr 1274 entstand das selbständige Teilherzogtum Steinau, dessen Herzog Johann von Steinau 1329 sein Herzogtum als ein Lehen der Krone Böhmen unterstellte, wodurch es dem Heiligen Römischen Reich eingegliedert wurde. Obwohl der polnische König Kasimir der Große 1335 mit dem Vertrag von Trentschin auf Schlesien verzichtet hatte, versuchte er ab 1343 mehrmals, dieses zurückzugewinnen. Während mehrere schlesische Herzogtümer an der Grenze zum Herzogtum Großpolen erobert wurden, gelangten polnische Truppen bis nach Steinau, das sie anzündeten und die 1290 errichtete Stadtmauer auch verwüsteten. Während des Wiederaufbaus der Stadt wurden die Stadtrechte 1348 erneuert. Bei dieser Gelegenheit erhielt die Stadt ihre regelmäßige Anlage, mit dem rechteckigen Ring (56 × 93 m) in der Stadtmitte, wie es für Neugründungen der deutschen Ostkolonisation üblich war. 1365 gelangten Stadt und Herzogtum an das Herzogtum Oels und Anfang des 15. Jahrhunderts an die Herzöge von Brieg und Liegnitz und später an das Herzogtum Wohlau.
Unter dem Liegnitzer Herzog Friedrich II., der seit 1523 auch Herr von Wohlau war, wurde die Reformation auch in Steinau  eingeführt, wodurch die Stadtpfarrkirche evangelisch wurde. Zu einem wirtschaftlichen Niedergang der Stadt kam es im Dreißigjährigen Krieg, der Steinau große Zerstörungen brachte. Neben den materiellen Schäden kam noch hinzu, dass zahlreiche Bewohner ums Leben gekommen waren oder nach 1648 aus religiösen Gründen auswanderten. Am 11. Oktober 1633 hatte der kaiserliche Feldherr Albrecht von Waldstein in der Nähe der Stadt gegen die Schweden, Brandenburger und Sachsen gekämpft und ein schwedisches Korps von 5000 Mann und 60 Geschützen unter General von Thurn gefangen genommen. Historische Dokumente berichten, dass in Steinau zwar drei Kirchen, aber nur zwei Wohnhäuser übrig geblieben waren.
Nach dem Tod des Herzogs Georg Wilhelm I., mit dem das Geschlecht der Schlesischen Piasten erlosch, fiel Steinau 1675 zusammen mit dessen hinterlassenen Herzogtümern als erledigtes Lehen in den unmittelbaren Besitz der Krone Böhmen, die seit 1526 die Habsburger innehatten. Anschließend erfolgten Maßnahmen zur Gegenreformation. 1701 wurde die Stadtpfarrkirche zwar rekatholisiert, fiel aber schon 1707 aufgrund der Altranstädter Konvention an die Evangelischen zurück. Für die zahlenmäßig unbedeutende katholische Gemeinde wurde eine Josephinische Kuratie eingerichtet.
Nach dem Ersten Schlesischen Krieg 1742 fiel Steinau zusammen mit dem größten Teil Schlesiens an Preußen. Nach den preußischen Verwaltungsreformen wurde es 1815 der Provinz Schlesien eingegliedert. Ab 1816 war Steinau Sitz des Kreises Steinau, der 1932 mit dem Landkreis Wohlau zusammengelegt wurde. 1879 wurde der Ort Sitz des Amtsgerichtes Steinau an der Oder.
Vor Ende des Zweiten Weltkriegs  wurde Steinau wegen seiner wichtigen Lage zur Verteidigung des Oderübergangs als Festung deklariert, weshalb vor der Stadt zahlreiche Betonbunker errichtet wurden. Am 23. Januar 1945 begannen schwere Kämpfe mit der Roten Armee. Am 25. Januar wurde die Oderbrücke gesprengt. Unter schweren Verlusten bildeten Truppen der Roten Armee einen Brückenkopf und drangen in die Stadt ein, die von der Wehrmacht im Häuserkampf erbittert verteidigt wurde. Etwa 3000 deutsche und mindestens ebenso viele sowjetische Soldaten starben bis zur Eroberung der Stadt am 4. Februar 1945. Nach den Kämpfen lagen 1121 Häuser in Trümmern, was 75 % der Bebauung entsprach. Das örtliche Schloss aus dem 19. Jahrhundert wurde dem Erdboden gleichgemacht, vom Rathaus blieb nur der Turm erhalten. Die Ringbebauung wurde stark in Mitleidenschaft gezogen; dort blieben nur fünf Gebäude erhalten.
Als Folge des Zweiten Weltkriegs fiel Steinau 1945 wie der größte Teil Schlesiens an Polen. Nachfolgend wurde es in Ścinawa umbenannt und der Woiwodschaft Schlesien angeschlossen. Die deutsche Bevölkerung wurde, soweit sie nicht vorher geflohen war, weitgehend vertrieben. Die neu angesiedelten Bewohner waren teilweise Zwangsumgesiedelte aus Ostpolen, das an die Sowjetunion gefallen war. Zum Wiederaufbau der zerstörten Stadt kam es erst nach langer Zeit. Zunächst entstanden neue Wohnhäuser, im Stadtzentrum und am Ring blieben viele Grundstücke unbebaut, auf denen später Plattenbauten errichtet wurden.
Im Frühjahr 2010 wurde Ścinawa durch ein starkes Oder-Hochwasser heimgesucht.

## Wappen
Das heutige Wappen von Stadt und Gemeinde Ścinawa entspricht der ältesten Abbildung des Stadtwappens aus dem Jahr 1310. Blasonierung: Das Wappen ist zweigeteilt und zeigt auf der rechten Seite einen halben schwarzen Schlesischen Adler auf goldenem Grund, der die Zugehörigkeit des Ortes zu Schlesien symbolisiert. Auf der linken Seite befindet sich ein Fragment der Steinauer Stadtmauer in Rot auf ebenfalls goldenem Grund. Es weist auf die seit 1290 bezeugte Stadtmauer hin.

## Sehenswürdigkeiten

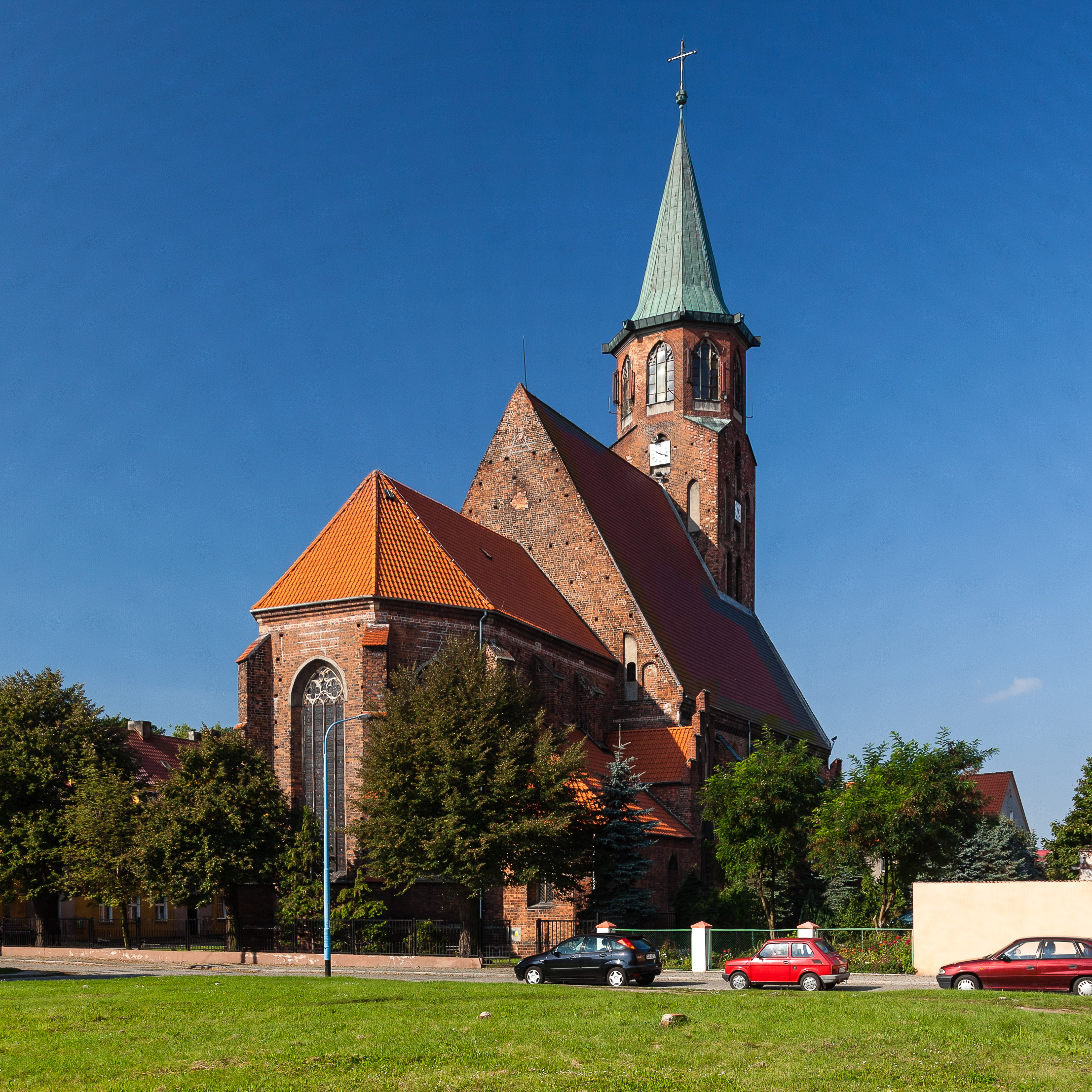
Frühere evangelische Pfarrkirche St. Johannes, erbaut um 1450, seit 1945 wieder katholisch

- Die jetzige katholische Stadtpfarrkirche der Hl. Kreuzerhöhung war von Anfang des 16. Jahrhunderts bis 1945 als St. Johannes das Gotteshaus der evangelischen Kirchengemeinde. Erstmals erwähnt wurde sie 1209. Der jetzige gotische Backsteinbau entstand um 1450. Er wurde mit vielen Details und einer kostbaren Ausstattung versehen, von der zwei Grabmale aus der Zeit um 1600 zu erwähnen sind. Im Ostteil der dreischiffigen Hallenkirche befindet sich der Chor, die Westfassade nimmt der wuchtige viereckige Turm ein, der im obersten Teil in eine achteckige Form übergeht. Bekrönt wurde er von einem achteckigen Turmhelm mit einer kleinen Zwiebelhaube am oberen Ende. 1869 wurde die Innenausstattung im neugotischen Stil erneuert. Das Hauptaltargemälde Christus mit Aposteln in Emmaus schuf der Kölner Maler Otto Mengelberg. Im Zweiten Weltkrieg trug die Kirche nur leichte Beschädigungen davon; obwohl der Turm zur Gänze erhalten blieb, wurde der Turmhelm später durch einen einfacheren ersetzt.
- Das Rathaus stammt ebenfalls aus dem Mittelalter; es wurde 1837–1838 durch einen klassizistischen Neubau ersetzt, der Turm blieb jedoch in großen Teilen erhalten. In den 1920er Jahren erfolgte ein erneuter Umbau, wobei der Rathausturm einen durchbrochenen Turmhelm bekam. In diesem Zustand blieb das Rathaus bis zum Ende des Zweiten Weltkriegs, als es völlig ausbrannte. Die Bausubstanz blieb zwar erhalten, wurde aber in den nachfolgenden Jahren abgerissen und durch einen Plattenbau sozialistischen Stils ersetzt. Der Turm wurde nur geringfügig beschädigt und blieb als einziger historischer Bestandteil des Rathauses bestehen, wurde aber mit einem neuen Helm versehen.
- Die 1290 erstmals erwähnte Stadtbefestigung bestand zunächst aus Palisaden und Erdwällen und wurde später umgebaut und erweitert. Sie umgab die Stadt ovalförmig. Im Norden war jedoch keine Befestigung nötig, da hier Feuchtgebiete natürlichen Schutz boten. Gegen Anfang des 14. Jahrhunderts wurde sie in Stein ausgeführt und erhöht und in den folgenden beiden Jahrhunderten die Stadtgräben vertieft. Die Mauern waren rund 1,5 m stark und acht Meter hoch, davor wurde noch ein 10 m tiefer Graben ausgehoben. Die beiden Stadttore, das Glogauer- und das Odertor, wurden bereits 1822 abgetragen, die Mauern dagegen wurden damals renoviert. Bis in unsere Zeit blieb die Stadtmauer im Süden mit bis zu zwei Meter Höhe erhalten, die teilweise rekonstruiert wurde, im Westen sind größtenteils nur die originalen Fundamente zu finden.

## Einwohnerentwicklung
| Jahr | Einwohner | Anmerkungen                                          |
| ---- | --------- | ---------------------------------------------------- |
| 1816 | 2050      |                                                      |
| 1871 | 3273      |                                                      |
| 1875 | 3299      | [ 3 ]                                                |
| 1880 | 3563      | [ 3 ]                                                |
| 1890 | 3552      | davon 2755 Evangelische, 717 Katholiken und 77 Juden |
| 1900 | 3707      |                                                      |
| 1933 | 6250      | [ 3 ]                                                |
| 1939 | 6520      | [ 3 ]                                                |
| 1969 | 4208      |                                                      |
| 2016 | 5712      |                                                      |

## Wirtschaft
Seit ihrer Gründung war die Wirtschaftsstruktur der Stadt vorwiegend durch ihre Lage an der Oder bestimmt. Neben der Fischerei bildeten seit 1375 die Odermühlen eine sichere Erwerbsgrundlage. Unter anderem waren es eine Mehlmühle, eine Papiermühle und eine Tuchwalke, aus der sich das Tuchmachergewerbe entwickelte, das im 18. Jahrhundert eine Blütezeit erlebte. Für das Jahr 1749 sind 118 Tuchmachermeister belegt. Die insgesamt über 400 Tuchmacher produzierten jährlich 14.000 Stück Leinen. Von wirtschaftlicher Bedeutung war auch die Bierbrauerei sowie die bereits 1633 gegründete Schwarzfärberei, in der ab 1720 auch Blaudrucke hergestellt wurden. Trotz eines Stadtbrands 1880 brachte das 19. Jahrhundert für die Stadt einen wirtschaftlichen Aufschwung, der auch mit einem raschen Bevölkerungswachstum verbunden war. 1874 wurde Steinau an die Eisenbahnstrecke Breslau–Glogau angeschlossen; 1898 folgte die Verbindung Liegnitz–Rawitsch. Durch den Ausbau des Oderhafens sowie durch eine neue Oderbrücke erlangte der Ort eine bessere Verkehrsanbindung. Es entstanden auch zahlreiche neue Betriebe sowie eine Eisenhütte.
Nach dem Zweiten Weltkrieg wurden in Ścinawa eine Seifen-, Gurken- und Zuckerfabrik errichtet. Der bedeutendste Wirtschaftszweig der Gemeinde ist jedoch die Landwirtschaft.

## Gemeinde
Die Stadt Ścinawa ist Hauptort der Stadt- und Landgemeinde Ścinawa. Diese umfasst Dörfer im Umkreis von 20 km, die sich alle links der Oder befinden. Ścinawa macht über die Hälfte der 10.000 Einwohner zählenden Gemeinde aus und ist ihr Verwaltungs- und Wirtschaftszentrum. Die Gemeindeinstitutionen sind in Ścinawa angesiedelt.

## Persönlichkeiten

### Söhne und Töchter der Stadt
- Christoph Messerschmidt († 1578 oder früher), deutscher Jurist und Ratssekretär der Hansestadt Lübeck
- Benjamin Gottlob Hoffmann (1748–1818), Buchhändler, Mitbegründer des Hoffmann & Campe Verlages
- Paul Blumenthal (1843–1930), Komponist, Organist und Musikdirektor in Frankfurt (Oder)
- Georg von Heydebrand und der Lasa (1853–1901), Regierungspräsident in Osnabrück
- Eugen Müllendorff (1855–1934), Ingenieur und Freimaurer
- Carl Schultze (1858–1897), Politiker (SPD)
- Wilhelm Selling (1869–1960), Architekt und Anthroposoph
- Georg von Falkenhayn (1890–1955), Manager
- Eduard Hermann (1903–1964), Schauspieler und Hörspielregisseur
- Rosemarie Ehm-Schulz (1922–2005), Tänzerin und Choreografin
- Gerhard Kaminski (* 1925), Psychologe
- Heinz Malorny (1932–2012), Philosophiehistoriker
- Klaus Reblin (* 1932), deutscher evangelisch-lutherischer Theologe und Autor
- Norbert Linke (1933–2020), Komponist und Musikwissenschaftler und Professor für Musik an der Universität Duisburg-Essen
- Ryszard Komornicki (* 1959), polnischer Fußballspieler und -trainer
- Andrzej Rudy (* 1965), polnischer Fußballspieler.

### Im Ort tätig
- Ernst Heinrich Leopold Richter (1805–1876), Musikpädagoge und Musikdirektor in Steinau